# ACTA2

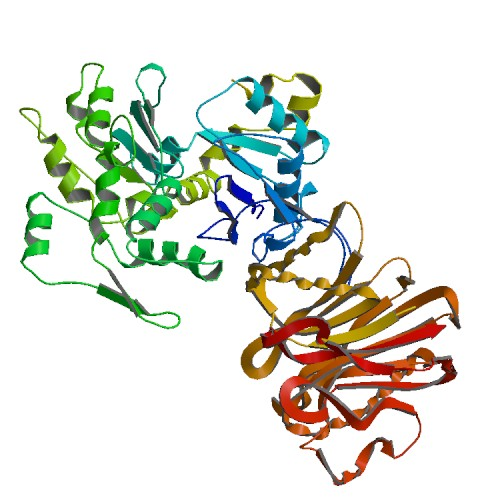
Estructura de una actina.

ACTA2 es un gen humano que codifica para la alfa actina 2 situado en el cromosoma 10. Esta isoforma de actina es propia del músculo esquelético y los alelos que disminuyen su función ocasionan un tipo de aneurisma torácico. Existen varias variantes de splicing alternativo. La alfa actina de músculo liso puede emplearse como marcador para evaluar la progresión de la cirrosis hepática.